# Les Fourgs
Les Fourgs és un municipi francès situat al departament del Doubs i a la regió de Borgonya - Franc Comtat. L'any 2007 tenia 1.179 habitants.

## Demografia

### Població
El 2007 la població de fet de Les Fourgs era de 1.179 persones. Hi havia 484 famílies de les quals 160 eren unipersonals (100 homes vivint sols i 60 dones vivint soles), 128 parelles sense fills, 164 parelles amb fills i 32 famílies monoparentals amb fills.
La població ha evolucionat segons el següent gràfic:
Habitants censats

### Habitatges
El 2007 hi havia 801 habitatges, 500 eren l'habitatge principal de la família, 266 eren segones residències i 35 estaven desocupats. 386 eren cases i 412 eren apartaments. Dels 500 habitatges principals, 315 estaven ocupats pels seus propietaris, 161 estaven llogats i ocupats pels llogaters i 24 estaven cedits a títol gratuït; 6 tenien una cambra, 64 en tenien dues, 94 en tenien tres, 121 en tenien quatre i 215 en tenien cinc o més. 417 habitatges disposaven pel capbaix d'una plaça de pàrquing. A 242 habitatges hi havia un automòbil i a 223 n'hi havia dos o més.

### Piràmide de població
La piràmide de població per edats i sexe el 2009 era:
| Homes | Edats   | Dones |
| ----- | ------- | ----- |
| 0     | 95 o +  | 4     |
| 0     | 90 a 94 | 4     |
| 12    | 85 a 89 | 4     |
| 8     | 80 a 84 | 12    |
| 12    | 75 a 79 | 12    |
| 28    | 70 a 74 | 20    |
| 16    | 65 a 69 | 16    |
| 12    | 60 a 64 | 20    |
| 20    | 55 a 59 | 8     |
| 48    | 50 a 54 | 44    |
| 32    | 45 a 49 | 24    |
| 28    | 40 a 44 | 36    |
| 52    | 35 a 39 | 40    |
| 44    | 30 a 34 | 40    |
| 68    | 25 a 29 | 48    |
| 28    | 20 a 24 | 24    |
| 36    | 15 a 19 | 44    |
| 28    | 10 a 14 | 36    |
| 56    | 5 a 9   | 8     |
| 32    | 0 a 4   | 16    |

## Economia
El 2007 la població en edat de treballar era de 791 persones, 627 eren actives i 164 eren inactives. De les 627 persones actives 596 estaven ocupades (351 homes i 245 dones) i 31 estaven aturades (12 homes i 19 dones). De les 164 persones inactives 54 estaven jubilades, 45 estaven estudiant i 65 estaven classificades com a «altres inactius».

### Ingressos
El 2009 a Les Fourgs hi havia 526 unitats fiscals que integraven 1.234,5 persones, la mediana anual d'ingressos fiscals per persona era de 19.333 €.

### Activitats econòmiques
Dels 44 establiments que hi havia el 2007, 4 eren d'empreses alimentàries, 4 d'empreses de fabricació d'altres productes industrials, 6 d'empreses de construcció, 7 d'empreses de comerç i reparació d'automòbils, 3 d'empreses de transport, 8 d'empreses d'hostatgeria i restauració, 3 d'empreses immobiliàries, 3 d'empreses de serveis, 4 d'entitats de l'administració pública i 2 d'empreses classificades com a «altres activitats de serveis».
Dels 14 establiments de servei als particulars que hi havia el 2009, 1 era una oficina de correu, 2 tallers de reparació d'automòbils i de material agrícola, 2 paletes, 2 fusteries, 1 lampisteria, 1 electricista, 1 perruqueria, 1 agència de treball temporal i 3 restaurants.
Dels 2 establiments comercials que hi havia el 2009, 1 era una botiga de més de 120 m² i 1 una botiga de menys de 120 m².
L'any 2000 a Les Fourgs hi havia 24 explotacions agrícoles que ocupaven un total de 1.470 hectàrees.

## Equipaments sanitaris i escolars
El 2009 hi havia una escola elemental.

## Poblacions més properes
El següent diagrama mostra les poblacions més properes.